# GJA3
GJA3‏ (Gap junction protein alpha 3) هوَ بروتين يُشَفر بواسطة جين GJA3 في الإنسان.

## التفاعل
لقد ثبت أن GJA3 يتفاعل مع بروتين الوصلة الضيقة 1.